# Ставонин, Геннадий Трофимович
Геннадий Трофимович Ставо́нин (1935—1995) — советский композитор. Заслуженный деятель искусств РСФСР (1982). Лауреат Государственной премии РСФСР имени К. С. Станиславского (1974).

## Биография
Родился 15 января 1935 года в Баку. В 1960 году окончил ЛГК имени Н. А. Римского-Корсакова (по классу композиции В. В. Волошинова). В 1960—1961 годах зав. музыкальной частью Магнитогорского ДТ. В 1961—1966 годах концертмейстер Воронежского музыкального театра. В 1966—1969 и 1982—1985 годах ответственный секретарь, в 1975—1982 годах консультант Воронежской организации СК РСФСР. В 1970—1975 годах зав. музыкальной частью Воронежского ТЮЗа.
Умер 20 сентября 1995 года. Похоронен в Воронеже на Юго-Западном кладбище.
В Воронеже на доме № 22 по улице Плехановской, где жил композитор, установлена мемориальная доска. В микрорайоне Подгорное г. Воронежа есть улица композитора Ставонина.

## Творчество
- - оперы
- «Олеко Дундич» (1972)
- «Виват, Россия!» (1986)
  - оперетты
- «Заветное колечко» (1965)
- «Звезда любви» (1980)
  - 5 симфоний

## Награды и премии
- Государственная премия РСФСР имени К. С. Станиславского (1974) — за музыку к спектаклю «Хроника одного дня» Э. И. Пашнева и Г. Б. Дроздова, поставленному на сцене Воронежского АТД имени А. В. Кольцова
- заслуженный деятель искусств РСФСР (1982)